# (34196) 2000 QB54
2000 QB54 (asteroide 34196) é um asteroide da cintura principal. Possui uma excentricidade de 0.21237890 e uma inclinação de 8.77207º.
Este asteroide foi descoberto no dia 25 de agosto de 2000 por LINEAR em Socorro.